# Cordelia Fine

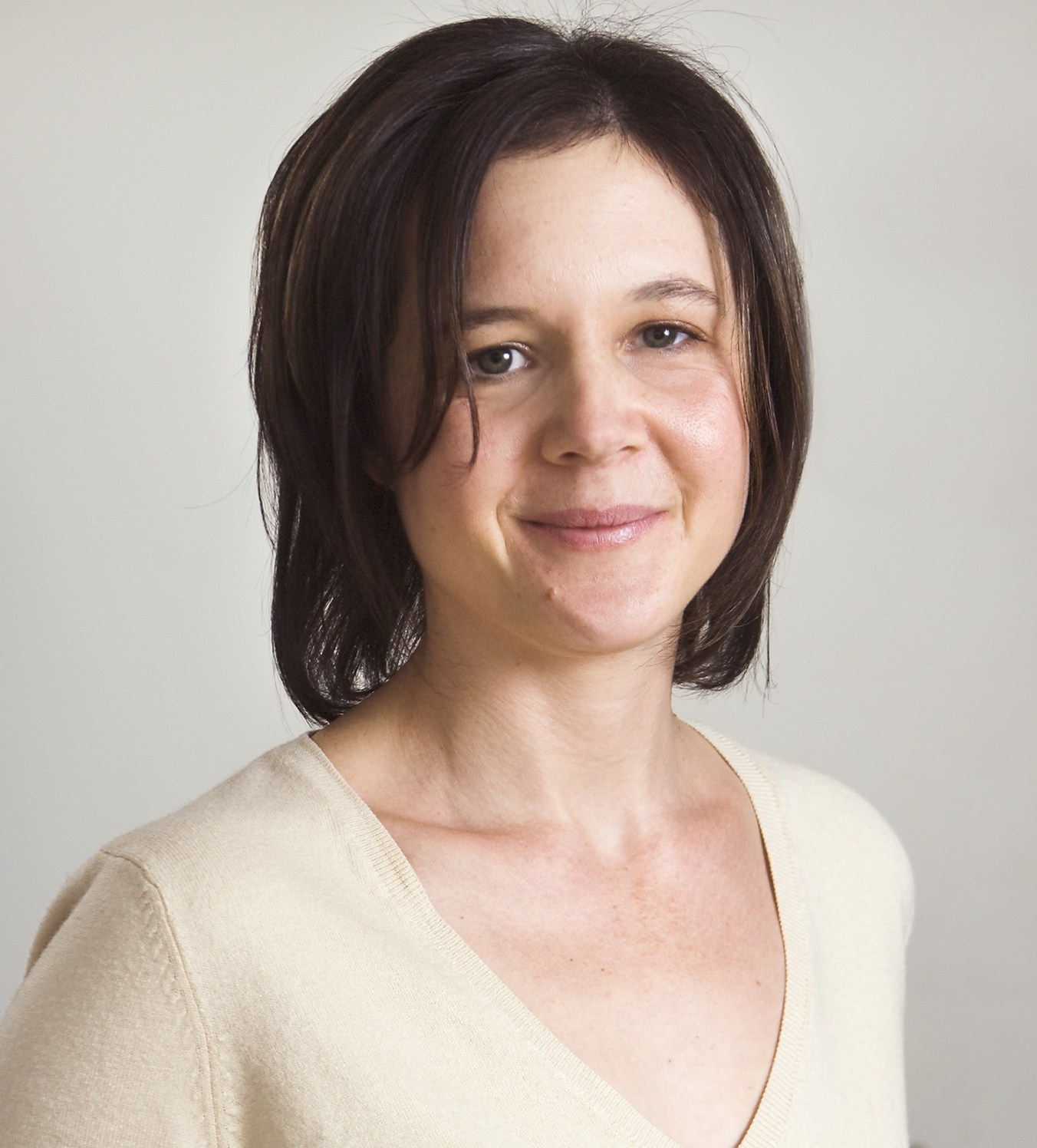
Cordelia Fine im Jahr 2010

Cordelia Fine (* 1975 in Toronto, Kanada) ist eine kanadisch-britische Wissenschaftsautorin, Forscherin und Journalistin. Sie ist vor allem durch zwei Bücher zum Themenkreis Neurowissenschaften bekannt: A mind of its own und Delusions of Gender.

## Leben
Fine, die in Kanada geboren wurde, wuchs in den Vereinigten Staaten und Edinburgh als Kind der britischen Kinderbuchautorin Anne Fine und des amerikanischen Philosophie-Professors Kit Fine auf. Ihre Schwester ist die Psychologie-Professorin Ione Fine. Sie ist Mutter zweier Söhne.

## Akademische Laufbahn
1995 schloss Fine den Bachelor of Arts in experimenteller Psychologie der Universität Oxford mit Auszeichnung ab. Ein Jahr später erwarb sie den Master of Philosophy in Kriminologie der Universität Cambridge. 2001 promovierte Fine im Fach Psychologie am Institut für kognitive Neurowissenschaften des University College London. Sie ist Research Associate im Centre for Value, Agency & Ethics der Macquarie University, Australien, und Ehrenmitglied in der Fakultät der psychologischen Wissenschaften der Universität Melbourne, Australien.

## Auszeichnungen
- 2017: Royal Society Insight Investment Science Book Prize für Testosterone Rex: Unmaking the Myths of Our Gendered Minds

## Schriften
- Wissen Sie, was Ihr Gehirn denkt?: wie in unserem Oberstübchen die Wirklichkeit verzerrt wird … und warum. Englisches Original  A mind of its own. W. W. Norton & Company, London 2006. Deutsche Übersetzung: Elsevier, Spektrum, Akad. Verl., Heidelberg / München 2007, ISBN 978-3-8274-1832-6.
- Die Geschlechterlüge: Die Macht der Vorurteile über Mann und Frau. Englisches Original: Delusions of Gender. W. W. Norton & Company, London 2010. Deutsche Übersetzung: Klett-Cotta, Stuttgart 2012, ISBN 978-3-608-94735-9.